# Adelina Gavrilă
Adelina Gavrilă (* 26. November 1978 in Brăila, Kreis Brăila) ist eine rumänische Leichtathletin.
Adelina Gavrilă trainierte zunächst bei CSM Brăila und ist derzeit für CS Farul Constanța aktiv. Ihre Hauptdisziplin ist der Dreisprung. Sie gewann 1996 bei den Juniorenweltmeisterschaften die Bronzemedaille, 1997 war sie Junioreneuropameisterin. Bei den Olympischen Spielen 2004 wurde Gavrilă 15. Außerdem nahm sie auch an den Olympischen Spielen 2008 teil, wo sie das Finale jedoch nicht erreichte. 2003, 2007 und 2008 wurde sie Rumänische Meisterin im Dreisprung.
Bei einer Körpergröße von 1,74 Meter beträgt ihr Wettkampfgewicht 58 Kilogramm.